# Rhynchospora calderana
Rhynchospora calderana är en halvgräsart som beskrevs av David Alan Simpson. Rhynchospora calderana ingår i släktet småag, och familjen halvgräs. Inga underarter finns listade i Catalogue of Life.